# Rachel Cohn
Rachel Cohn, född 14 december 1968 i Silver Spring, Maryland, är en amerikansk författare av ungdomslitteratur. Hon är nu bosatt i Brooklyn, New York. 
Rachel Cohn debuterade 2004 med boken Gingerhead. Sedan dess har ytterligare tio böcker publicerats. Tre av Cohns böcker har hon skrivit tillsammans med David Levithan, bland annat den uppmärksammade Nick och Norahs oändliga låtlista som även filmatiserats. 